# لوژدونام
لوژدونام (به انگلیسی: Lugduname) یک ترکیب شیمیایی است. و جرم مولی آن 352.34 g/mol می‌باشد. 